# II. Tassilo bajor herceg
II. Tassilo († kb. 719) a bajorok törzsi hercegségének társuralkodója volt 717-től kb. 719-ben bekövetkezett haláláig.
Tassilo az Agilolfing-házból származott. Apja II. Theodo bajor herceg, anyja Folchaid volt, Tassilo valószínűleg harmadik volt a négy fiuk közül. 712 körül apja szétosztotta országát a fiai között. A legidősebb, Theudbert (aki már 702 óta hivatalosan társuralkodó volt) a Salzburg központú részt kapta, Grimoald Freisinget, Theudebald Regensburgot, Tassilo pedig Passaut. Pontos társuralkodói jogkörük ezeken a területeken nem ismert, de II. Theodo 717-es halálakor a felosztás ténylegessé vált. 
A négy fivér között hamarosan kitört a testvérháború, azonban ennek részletei nem ismertek; az sem hogy Tassilo hogyan és mikor halt meg. 719-re a négy testvérből csak Grimoald maradt életben. A Salzburgi kódex (Salzburger Verbrüderungsbuch) szerint Tassilo nőtlen volt, de egyes történészek szerint a Theudebald feleségeként ismert Waldrada valójában Tassilo neje volt. Más források szerint volt egy Imma nevű felesége († kb. 750), tőle pedig két, Grimoald és Swanahild nevű gyermeke. Swanahildről (akit a frank Martell Károly vett feleségül) biztosan tudjuk, hogy a későbbi Odilo bajor herceg (uralkodott 737-től 748-ig) unokahúga volt, így Odilo Tassilónak fivére vagy sógora lehetett. 

## Fordítás
- Ez a szócikk részben vagy egészben  a   Tassilo II. című német Wikipédia-szócikk ezen változatának fordításán alapul.  Az eredeti cikk szerkesztőit annak laptörténete sorolja fel. Ez a jelzés csupán a megfogalmazás eredetét és a szerzői jogokat jelzi, nem szolgál a cikkben szereplő információk forrásmegjelöléseként.